# Atelopus oxapampae
Atelopus oxapampae är en groddjursart som beskrevs av Lehr, Lötters och Mikael 2008. Atelopus oxapampae ingår i släktet Atelopus och familjen paddor. IUCN kategoriserar arten globalt som starkt hotad. Inga underarter finns listade.